# 托尼·巴罗
托尼·巴罗（英語：Tony Barrow，1936年5月11日—2016年5月14日）是一位英国新闻发言人，在1962年到1968年期间为披头士乐队工作。他创造出了这一短语，在早期的一份新闻稿中首次使用。

## 著作
- （1999） ISBN 0-7119-7575-2[3]
- （2006） ISBN 1-56025-882-9[3]

## 脚注
1. ↑  .   [2008-01-18]. （原始内容存档于2019-09-01）.
2. ↑  Barrow, Tony. . Da Capo Press. 2006: 35  [July 19, 2011]. ISBN 978-1-56025-882-7. （原始内容存档于2014-06-30）.
3. 1 2  .   [2008-01-26]. （原始内容存档于2012-11-14）.